# Marie von Baer

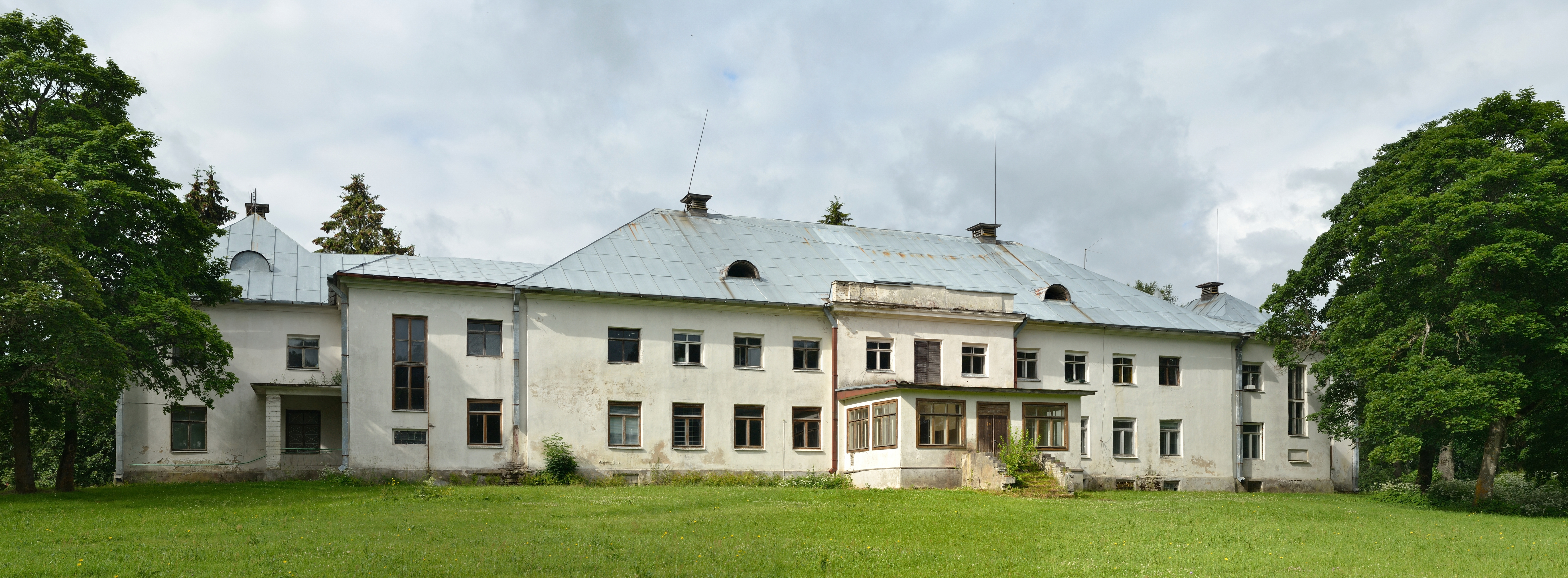
Geburtshaus von Marie von Baer auf Gut Wallküll

Marie Hermes Elisabeth von Baer, Edle von Huthorn (* 25. September 1866 in Wallküll (heute Vakla in der Gemeinde Kuusalu), Estland; † 10. Februar 1929 in Arnsdorf) war eine deutsche Schriftstellerin.

## Leben

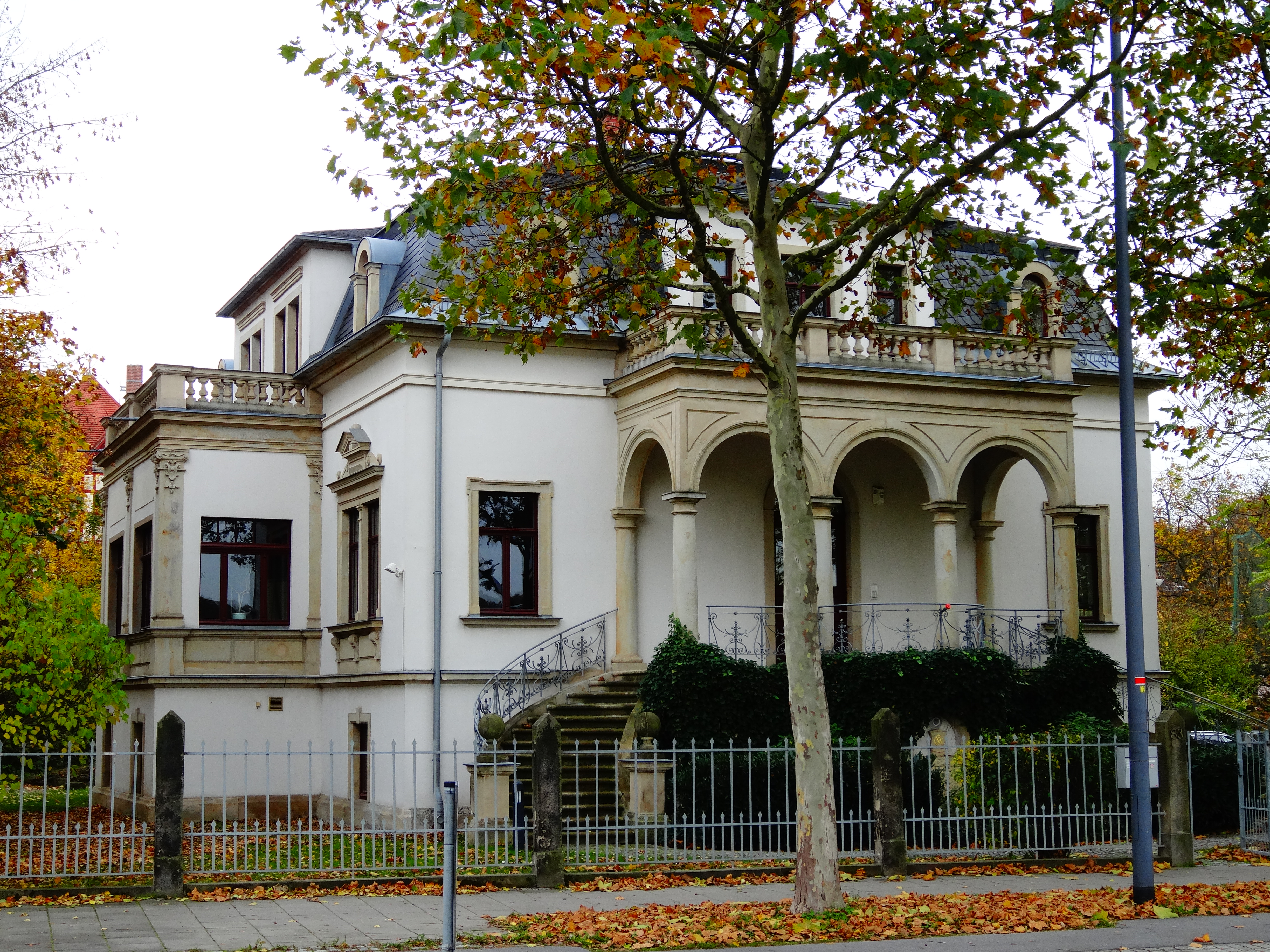
Villa Brazil in Blasewitz

Baer wurde als Tochter des Gutsbesitzers Hermann (Theodor) von Baer (1829–1866) – Sohn des Naturforschers Karl Ernst von Baer – und Anna Alexandrine geb. von Nasackin (1841–1924) auf dem Landgut Wallküll geboren. Ihr Vater starb kurz vor ihrer Geburt, und die Mutter heiratete 1868 in zweiter Ehe ihren Schwager, den Kapitän zur See August von Baer (1824–1891).
Die Familie zog 1869 nach Dresden, dann auf das Landgut Jessen bei Pirna um, wo Baer mit ihren beiden Geschwistern Karl Ernst Gustav (1861–1889) und Karoline Alexandrine (* 1864) Unterricht durch Privatlehrer erhielt. Ab ihrem elften Lebensjahr besuchte Baer das Institut der Anna Eblinger in Dresden. Sie beschäftigte sich intensiv mit der Malerei und Holzbrennerei. Zwischen 1880 und 1883 zog die Familie nach Blasewitz bei Dresden. Nach dem Tod des Stiefvaters zog Marie mit ihrer Mutter und der älteren Schwester Karoline in eine Wohnung in der ersten Etage der Villa Brazil, die 1890/1891 für den Kaufmann (Franz Woldemar) Hugo Müller errichtet wurde. Ab 1901 war Baer schriftstellerisch tätig. Baer wurde später in die Heil- und Pflegeanstalt in Arnsdorf gebracht, wo sie 1929 starb.

## Werke
- Irdische Engelchen und Bengelchen. Kinderbilder für Erwachsene. Pierson, Dresden 1905.
- Geschichten aus dem Spessart. Pierson, Dresden 1905.
- zusammen mit Otto Hollstein[7]: Drei Lieder aus: Regentropfen und Sonnenstrahlen für eine Singstimme mit Pianofortebegleitung; op. 16. Partitur. Adelhorst, Dresden (um 1910).
- Der Goldquell. Märchenspiel in 3 Aufzügen. Strauch, Leipzig 1913.
- Der Landsturm von Beaurepaire: ein Kriegsbild aus dem Jahre 1914 in 2 Aufzügen. Ungelenk, Dresden 1915.[8]
- Königin Goldhaar und andere Weihnachtsmärchen. Aurora, Friedewald-Dresden 1915.
- Hoher Besuch. Erzählungen und Skizzen aus dem Baltenlande. Gestenberg, Leipzig 1916.
- Deutsche Herzen. Erzählung aus Friedens- und Kriegszeiten. Aurora, Friedewald-Dresden 1916. Digitalisat
- Aus lauschigem Winkel. Gedankensplitter, Lieder, Märchen und humoristische Gedichte. Aurora, Dresden-Weinböhla 1917.
- Wirbelwind. Humoristischer Lebensroman. Gerstenberg, Leipzig 1917.
- Rasselbande. Heiteres und Ernstes aus dem Familienleben der Jahre 1914–18. Gerstenberg, Leipzig 1918.
- Wenn du mich liebtest. Novellen und Skizzen aus Friedens- und Kriegstagen. Aurora, Dresden-Weinböhla 1920.
- Sonntagsaugen. Roman. Zacharias, Magdeburg 1922.